# Oxyurichthys saru
Oxyurichthys saru är en fiskart som beskrevs av Tomiyama, 1936. Oxyurichthys saru ingår i släktet Oxyurichthys och familjen smörbultsfiskar. Inga underarter finns listade i Catalogue of Life.